# Bernhard von Clairvaux

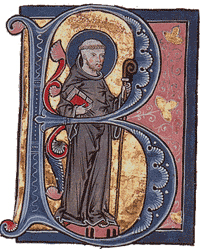
Bernhard von Clairvaux – Darstellung aus einer hochmittelalterlichen Handschrift

Bernhard von Clairvaux SOCist (latinisiert Bernardus Claraevallensis; * um 1090 auf Burg Fontaine-lès-Dijon bei Dijon; † 20. August 1153 in Clairvaux bei Troyes), latinisiert Sanctus Bernardus, war ein mittelalterlicher Abt, Kreuzzugsprediger, Kirchenlehrer und frühscholastischer Mystiker. Er gilt als einer der bedeutendsten Mönche des Zisterzienserordens, für dessen Ausbreitung über ganz Europa er verantwortlich war, und der römisch-katholischen Kirche als Heiliger.

## Leben und Wirken

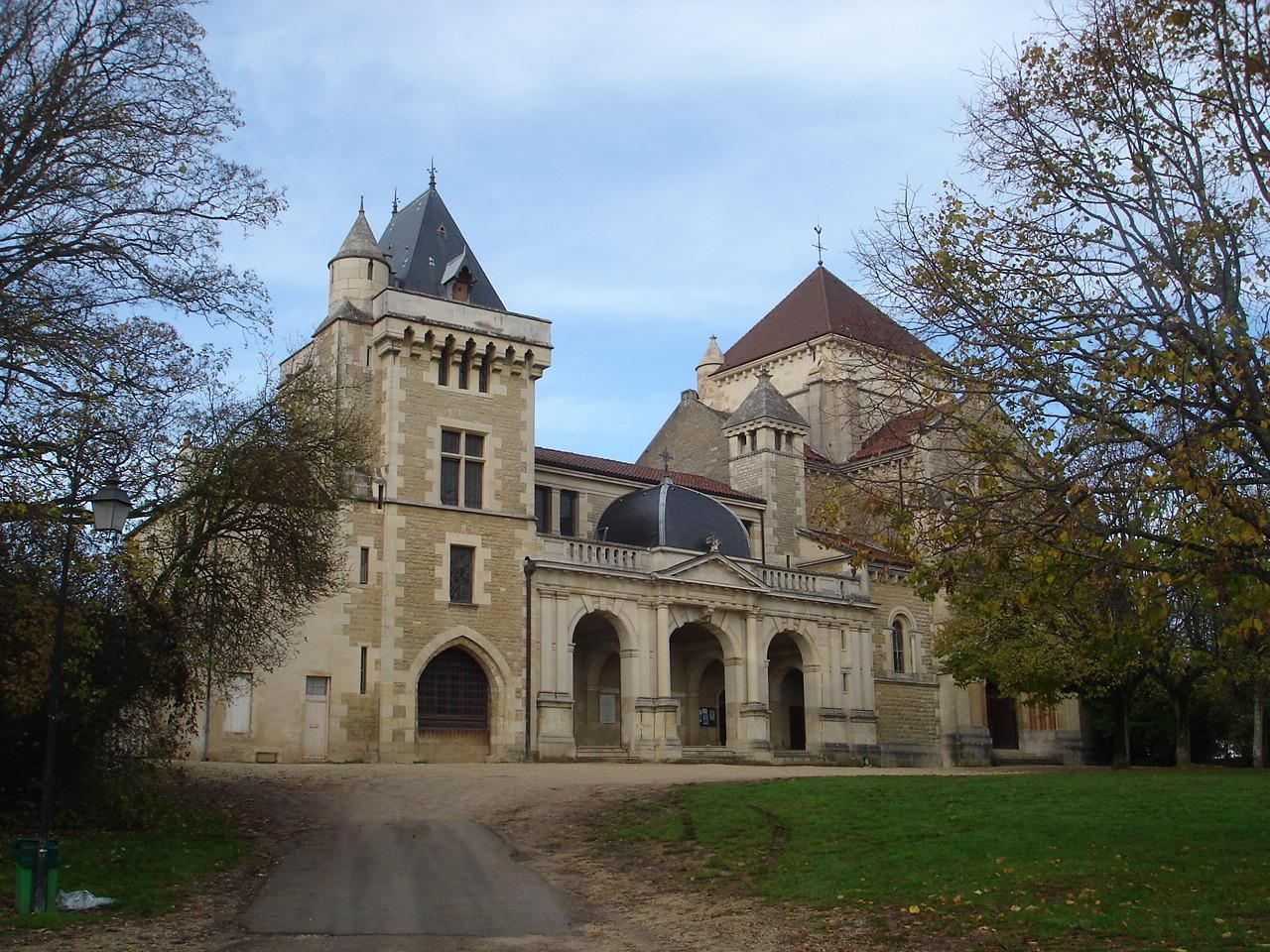
Geburtshaus in Fontaine-lès-Dijon

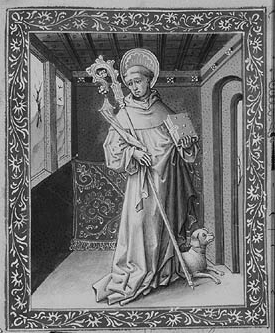
Bernard von Clairvaux, von Jean Le Tavernier, 1450

Bernhard war der dritte Sohn des Ritters Tescelin le Roux (der Rotblonde) und dessen Frau Aleth aus der Familie Montbard. Seine Geschwister waren Guido, Gerhard, Andreas, Bartholomäus, Nivard und Humbelina. Seine Schulbildung erhielt er in Châtillon-sur-Seine.
1112 (nach manchen 1113) trat Bernhard mit ca. 30 Verwandten und Freunden, darunter vier leibliche Brüder, in das 1098 gegründete Kloster Cîteaux südlich von Dijon ein, von dem sich der Name der Zisterzienser ableitet: Das lateinische Cistercium ist auf Französisch Cîteaux, deutsch Zisterze. Bereits zwei Jahre nach seinem Eintritt wurde er ausgesandt, um in der westlichen Champagne das Kloster Clairvaux zu gründen (1115), dessen erster Abt er wurde. Sein Biograph und Mitbruder Wilhelm von Saint-Thierry berichtet in der Vita Prima von einer in einer Liturgie stattfindenden Priester- und Abtsweihe Bernhards durch den gelehrten Bischof von Chalons, Wilhelm von Champeaux. Sie wurden danach zu guten Freunden.
Von Abt Bernhards Clairvaux, einer Primarabtei des Zisterzienserordens, ging eine Erneuerung des klösterlichen Gemeinschaftslebens aus, das sich auch in der klösterlichen Baukunst ausdrückte. Diese Kunst, so Georges Duby, verdanke alles dem hl. Bernhard, sie sei untrennbar mit jener Ethik verbunden, die Bernhard verkörperte und die er der Welt mit allen Mitteln mitteilen wollte.
Der Zisterzienserorden grenzte sich vom Leben der Mönche im benediktinischen Kloster Cluny ab. In den Klöstern der Zisterzienser wurde die Regula Benedicti des hl. Benedikt von Nursia wörtlich und asketisch ausgelegt. Bernhard ist zwar nicht Gründer der Zisterzienser, jedoch war er entscheidend für die rasche Ausbreitung des Ordens, daher wird er neben den drei Gründeräbten des Ordens – (Robert von Molesme, Alberich von Cîteaux und Stephan Harding) – als größter Ordensheiliger verehrt.

## Rolle in kirchlicher und weltlicher Diplomatie

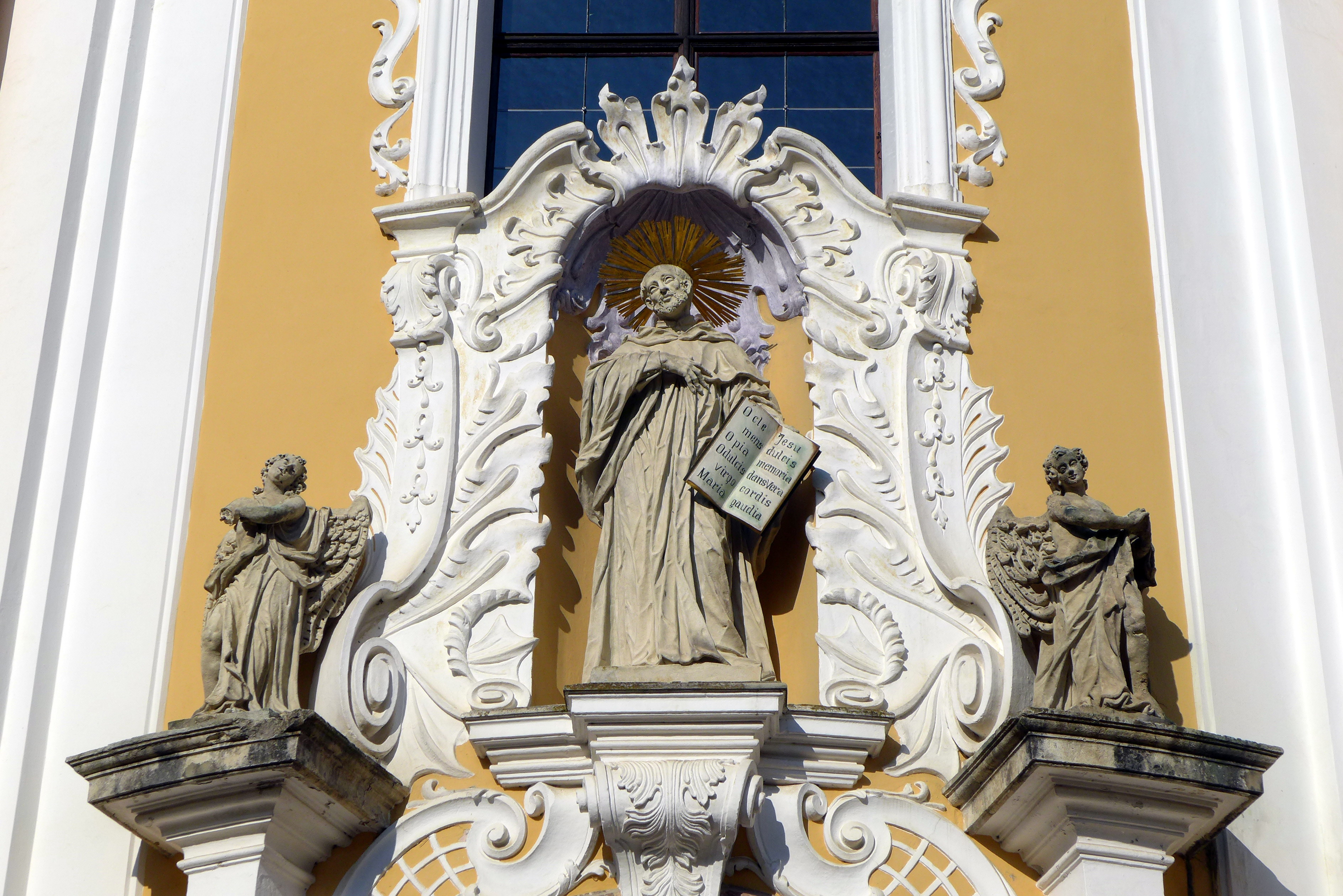
Bernhard von Clairvaux (Fassade der Stiftskirche Rein bei Graz)

Bernhard trat selbstbewusst auf und hatte in den Augen seiner Zeitgenossen eine unbestreitbare Ausstrahlung; "sein erstes und größtes Wunder," meinte der Historiker Holdsworth, "war er selbst". Für die Aufgabe eines Diplomaten war er daher bestens geeignet. Er beschäftigte sich eingehend mit dem päpstlichen Schisma zwischen Innozenz II. und Anaklet II., wobei er sich für den in Reformerkreisen allgemein anerkannten Innozenz II. einsetzte. Bernhard soll auch – so berichtet seine Vita – König Heinrich I. von England für Innozenz II. gewonnen haben. Eine wichtige Rolle bei dieser Verhandlung spielte für Bernhard die von ihm geplante Gründung eines Tochterklosters in England, die 1132 in Rievaulx erfolgte.
Bernhard empfing Innozenz II. im Jahr 1131 in Clairvaux, wobei der Papst und seine Begleiter die Armut und Demut der Brüder bewunderten. Der Abt reiste in der Folgezeit nach Aquitanien, um Herzog Wilhelm X. für Innozenz II. zu gewinnen. Im Februar 1132 erhielten zuerst Stephan Harding und eine Woche später Bernhard besonders begehrte Exemtionsprivilegien für den Orden.
Bernhard bemühte sich auf seinen Reisen intensiv darum, weitere Mönche für das klösterliche Leben zu gewinnen. So brachte er von einer Reise in Nordfrankreich 1131 wieder 30 gebildete Männer vornehmer Herkunft nach Clairvaux mit. Bernhards Konvent wuchs zu seinen Lebzeiten auf eine geschätzte Gesamtzahl von etwa 200 Mönchen und 500 Konversen.
Er begleitete 1133 Papst Innozenz II. auf dessen Zug nach Italien. Dabei wurde er im Auftrag des Papstes in den Gesprächsverhandlungen zwischen Genua und Pisa tätig, die zuvor dem Gegenpapst Anaklet II. anhingen. Bernhard wirkte als Diplomat so erfolgreich, dass ihm der Bischofsstuhl von Genua angeboten wurde; er lehnte die Bischofswürde jedoch ab. Auf seiner Rückreise nach Frankreich gab ihm Papst Innozenz II. den Auftrag, die strittige Erzbischofswahl in Tours zu entscheiden.

### Kreuzzüge
Mit seinen Predigten entfachte er in ganz Europa einen Sturm der Begeisterung für die Kreuzzüge. Er warb für sie im nördlichen Frankreich, in Flandern, am Rhein und am Main. Die Kreuzzugsidee bezog sich zu Bernhards Zeiten nicht mehr nur auf die Verteidigung Jerusalems und der Kreuzfahrerstaaten, sie wurde nun auf Ziele in Europa erweitert. Bernhards Brief 457 aus dem Jahr 1147, in dem er einen Kreuzzug gegen die Wenden forderte, ist vielleicht der berüchtigtste Aufruf zum religiösen Krieg; Dieter Hehl zufolge gab hier Bernhard „vermutlich als erster dem Gedanken der Gewaltmission einen Platz in der Kreuzzugsgeschichte“. Im Brief betont Bernhard den Aspekt der Sündenvergebung als Belohnung für die Teilnahme an einem religiösen Krieg, auch wenn er nicht als Kreuzzug gilt. Der Text kann als Wendepunkt zur Theologie des gerechten Verteidigungskrieges gelten. Zu Bernhards Zeiten gelangte das kirchliche Lehramt zur Einsicht, dass Krieg nicht einfach wegen der Nichtchristlichkeit des Gegners eröffnet werden durfte.

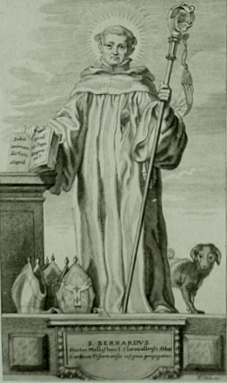
Bernhard mit Hund und abgelehnten Mitren

Im Auftrag von Papst Eugen III., dem ersten Zisterzienserpapst, wirkte Bernhard erfolgreich am Zustandekommen des zweiten Kreuzzuges (1147 bis 1149) mit. Zu Weihnachten 1146 erreichte Bernhard, dass sich der deutsche König Konrad III. sowie dessen welfischer Gegenspieler Welf VI. zur Teilnahme am Kreuzzug bereit erklärten. In seiner Lobrede auf die Tempelritter prangerte er das weltliche Rittertum als verderbt an und plädierte für ein geistliches Rittertum, das er bei den Templern verwirklicht sehen wollte. Nach dem Scheitern des Kreuzzugs geriet die Kreuzzugsidee in Europa in eine ernste Krise. Auch Bernhards Ruf war beschädigt, denn viele bezichtigten ihn falscher Versprechungen. Bernhard verteidigte sich offensiv und sah die Schuld an dem gescheiterten Unternehmen nicht bei sich selbst, sondern in der Unmoral der Teilnehmer, die Gott auf diese Weise gestraft habe.
Bernhard verstand das ritterliche Ideal der Kreuzzüge, das Sterben für den Herrn, als hohes Verdienst. Er trat entschieden für die „geistlichen Soldaten“, die Tempelritter, ein. In seinem Brief an diesen Ritterorden gibt er eine theologische Rechtfertigung religiös motivierter Waffenhandlungen und warnt sie gleichzeitig vor Ausschweifungen und Lastern im Kriegsdienst.

### Abgelehnte Bischofsernennungen
Bernhard wird häufig mit den Bischofsmitren zu Füßen dargestellt, die er abgelehnt hat. Am Ende des Jahres 1130 war Bernhard in Châlons-sur-Marne zum ersten Mal zum Bischof gewählt worden.
Insgesamt lehnte er die Bischofswürde fünfmal ab: in Châlons (um 1130), Genua (1133), Mailand (1135), Langres (1138)
und Reims (1139). Im letzten Fall bat sogar König Ludwig VII. Bernhard, dem Ruf des Domkapitels zu folgen, aber Bernhard lehnte ab, weil er sich weder gesundheitlich noch charakterlich in der Lage dazu sah.

### Der Streit mit Abaelard
Bernhards Streit mit Petrus Abaelard gilt als eine der heftigsten theologischen Auseinandersetzungen des 12. Jahrhunderts. Bernhard nannte die spekulativ-diskursive Theologie Abaelards stultilogia (in etwa „Torenlehre“ von lat. stultus = „dumm“, als Subst.: „der Tor“); der Abt von Clairvaux vertrat vielmehr die Theologie der praktischen Aneignung und betenden Verwirklichung. Es hätte eigentlich im Mai 1141 ein öffentliches Streitgespräch zwischen Bernhard und Abaelard vor Bischöfen und Theologen geben sollen, um eine Entscheidung zu finden, aber Bernhard erwirkte schon am Vorabend dieser Disputation eine Verurteilung der Lehrsätze Abaelards durch die anwesenden Bischöfe. Otto von Freising kritisierte als Ordensbruder Bernhards und Schüler Abaelards später das Vorgehen Bernhards, weil der Abt von Clairvaux erbarmungslos gegen Abaelard vorgegangen sei. Die zerstrittenen Theologen versöhnten sich vor dem Tod.

## Verehrung

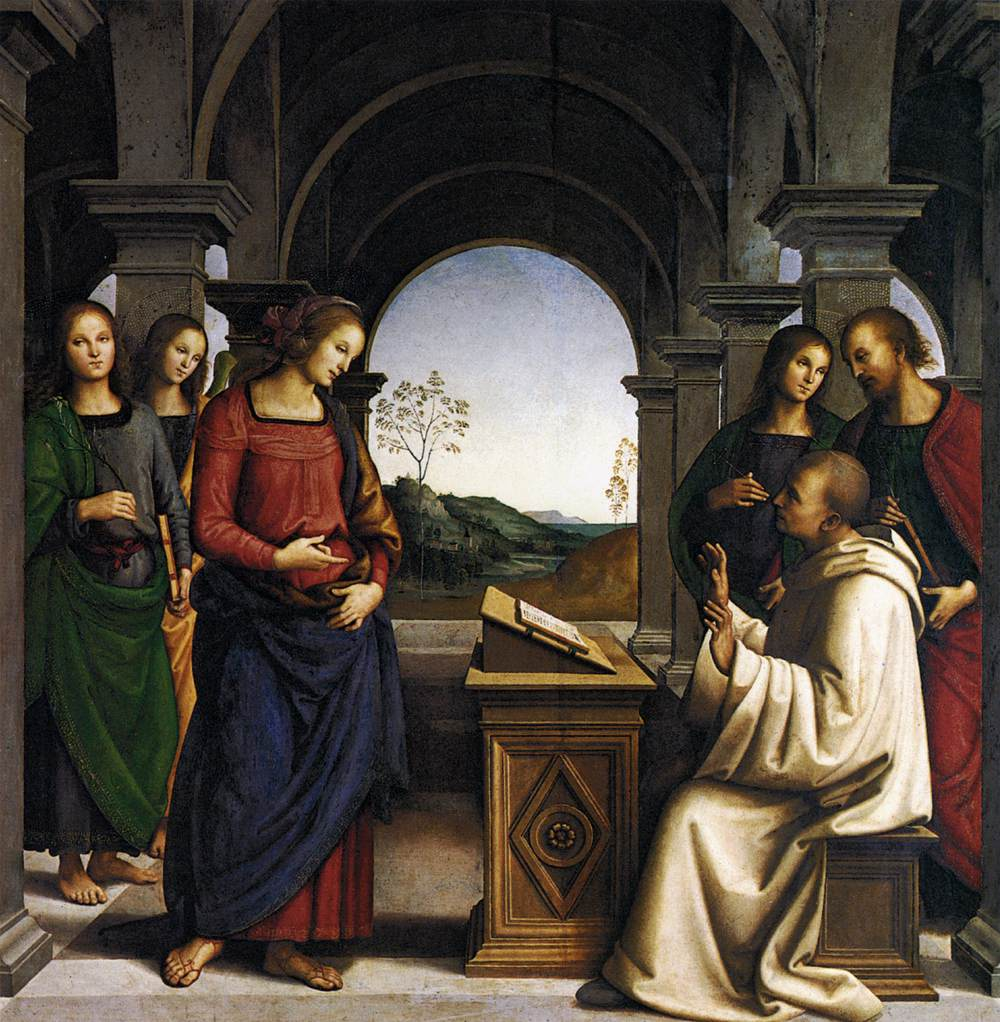
Perugino, Marienvision des Hl. Bernhard

Bernhard von Clairvaux wurde im Jahre 1174 heiliggesprochen; sein Gedenktag ist der 20. August. Innozenz III. verfasste selber die Gebete, die in der Messe am Bernardi-Tag verwendet wurden. Im Jahr 1830 wurde er zum Kirchenlehrer ernannt. Er erscheint in Dantes Göttlicher Komödie und Goethes Faust. Größte Wertschätzung erfuhr Bernhard von Clairvaux von Martin Luther, der über ihn schrieb: „Ist jemals ein gottesfürchtiger und frommer Mönch gewesen, so war’s St. Bernhard, den ich allein viel höher halte als alle Mönche und Pfaffen auf dem ganzen Erdboden.“ Bernhards betonte Papsttreue hat Luther freilich weniger thematisiert; was Protestanten an Bernhard gefällt, sind sein Reformansatz und seine Betonung evangeliumgemäßer Einfachheit. Aus diesen und ähnlichen Gründen wird Bernhards Gedenktag am 20. August auch im Namenkalender evangelischer Glaubensgemeinschaften und der Anglikanischen Kirche angeführt. Papst Pius XII. widmete dem Heiligen am 24. Mai 1953, zu dessen 800. Todestag, die Enzyklika Doctor mellifluus. Seit Jahrhunderten nennt man Bernhard den „Letzten Kirchenvater“, weil seine Schriften im Stil der großen Kirchenväter verfasst, auf die ganze christliche Existenz ausgerichtet und aus einem liturgischen Zusammenhang heraus entstanden sind.
Er ist unter anderem der Patron der klösterlichen Berufungen, der Prediger und Imker.

## Darstellungen

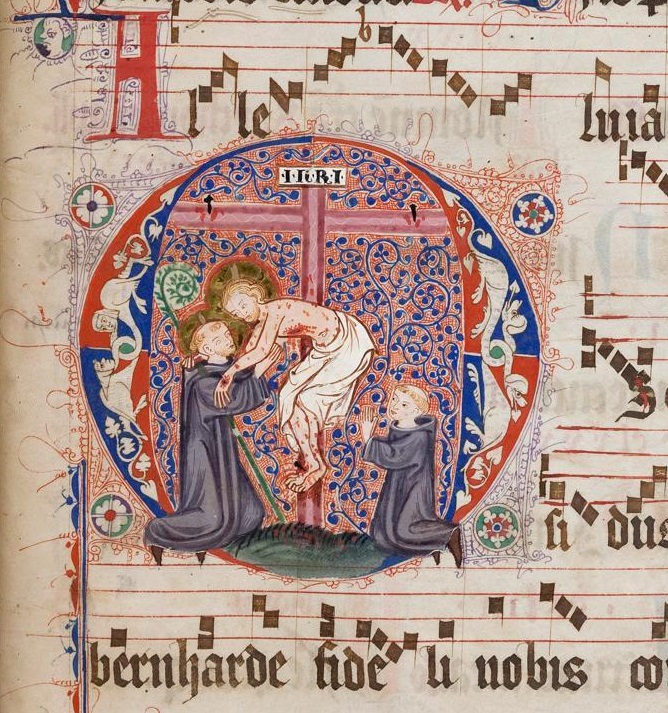
Früheste bekannte Amplexus-Darstellung (Wonnentaler Graduale, Mitte des 14. Jh., Karlsruhe, BLB, Cod, UH 1, f. 195r)

Er wird mit Stab, Bibel, Mitra, Passionsinstrumenten oder Bienenkorb dargestellt, in ein weißes Mönchshabit mit Kukulle gekleidet. Der Bienenkorb ist ein Hinweis auf seine honigfließenden Predigten und kommt erst seit dem 16. Jahrhundert vor. Mittelalterliche Darstellungen in Handschriften und Kirchenfenstern zeigen ihn mit der Mitra zu seinen Füßen, als Hinweis auf die mehrfach abgelehnten Bischofsernennungen.
Bernhard wird häufig mit der Jungfrau Maria dargestellt. Aufgrund seiner Marienvisionen stellen ihn Künstler dar, wie er zu ihr hinaufblickt oder sie ihm beim Schreiben hilft. Ein weiteres Marienmotiv, die Lactatio, nimmt Bezug auf die Benetzung von Bernhards Lippen mit Mariens Muttermilch; diese verhilft ihm zu seiner Eloquenz.
Schließlich kennt man Bernharddarstellungen in einer Umarmung mit dem gekreuzigten Christus; dieses Amplexus-Motiv beruht zwar auf mittelalterlicher Überlieferung, kommt aber als künstlerisches Motiv erst im 15. Jh. auf und findet im Barock breite Verbreitung. Allerdings gibt es auch schon frühere Darstellungen des Motivs.
Darstellungen mit einem Hund zu seinen Füßen beziehen sich auf die Legende, seine Mutter habe ihn vor der Geburt in einer Vision als kleinen weißen Hund mit rötlichem Rücken gesehen, was so gedeutet wurde: Sie trüge den künftigen „Wachhund Gottes“ unter dem Herzen.
Die eher seltene Darstellung des Heiligen als Honigschlecker (hier Wallfahrtskirche Birnau) verbildlicht allegorisch seinen Beinamen „Doctor mellifluus“ (honigfließender Lehrer), da ihm die Worte wie Honig aus dem Mund geflossen seien.

## Theologische Bedeutung

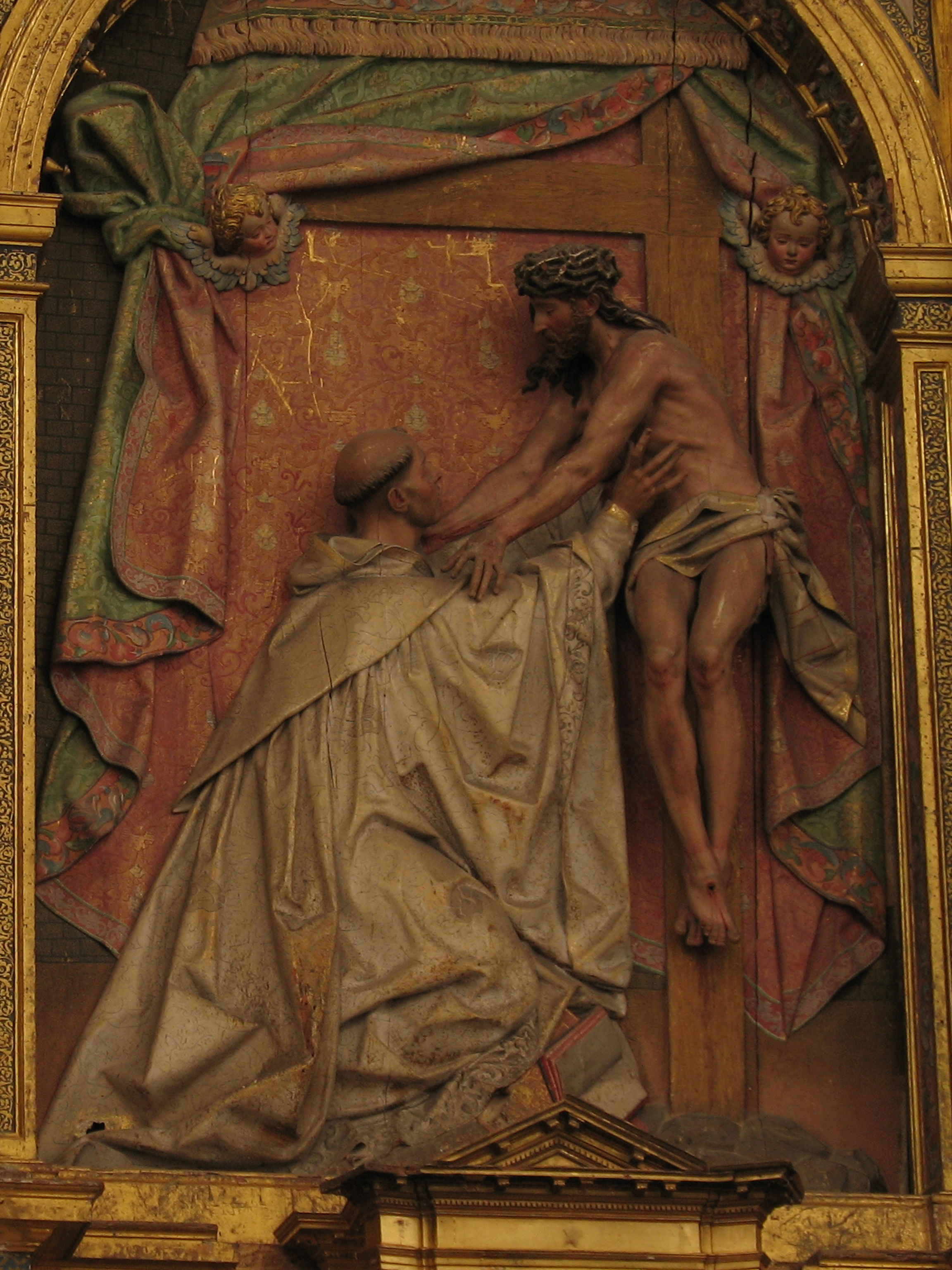
Christus umarmt den Heiligen Bernhard (1613), von Gregorio Fernández

Bernhard gilt als der Begründer und Bahnbrecher der mittelalterlichen Christusmystik. Im Mittelpunkt seiner Mystik steht Jesus als der Gekreuzigte, als Leidensmann. Bernhards Werk hat die Frömmigkeit der nächsten Jahrhunderte, auch die evangelische, nachhaltig beeinflusst. Man hat ihm bis in die neueste Zeit den lyrischen Text zugeschrieben, zu dem Salve caput cruentatum gehört, dem Paul Gerhardt O Haupt voll Blut und Wunden nachgedichtet hat. Der Verfasser war jedoch ein anderer Zisterzienser, Arnulf von Löwen, der aus der bernhardinischen Tradition hervorgegangen war. Die Herz-Jesu-Verehrung wurzelt in der bernhardinischen Lehre und wurde von den Zisterzienserinnen von Kloster Helfta vertieft.
Bernhards dichterischer Zugang zur Theologie beeinflusst auch seine Bibelauslegung. Der Seckauer Benediktiner Virgil Redlich erklärte: „Er ist nicht umsonst der Sänger des Hohenliedes, der Theologe des Minnesanges, er legt das Lied der Lieder geistig aus. Das scheint ihm die einzig gültige und wahre Art. Denn er schrieb dem Geist größere Glut zu, als je die Sinne haben können.“
Zudem gilt Bernhard als Doctor marianus, einer der großen Mariologen des Mittelalters. Er behandelte in Predigten und Briefen die Mutterschaft Mariens, die marianische Figur im Protoevangelium (Gen 3,15), das Unbefleckte Herz Mariens, die Verkündigung an Maria und ihre Himmelfahrt; die Beschäftigung mit der Jungfrau Maria ist unter den frühen Zisterziensern weit verbreitet gewesen. In der Frage der unbefleckten Empfängnis Mariens nahm Bernhard eine kontroverse Stellung ein. Als ritterlich geprägter junger Mann mit dichterischem Talent wollte er der Jungfrau Maria geistlich huldigen. Dieser Aspekt seiner Frömmigkeit wurde im Spätmittelalter stark betont, etwa von Dante im Paradiso-Abschnitt der Göttlichen Komödie, wo der Zisterzienserabt – als Krönung des monumentalen Gedichts – Dante zu Maria führt. Als Mariologe erscheint Bernhard auch in der Schlussszene von Goethes Faust. Seine Marienpredigten werden heute als Meisterwerke der Marienverehrung geschätzt. Der letzte Vers von der Antiphon Salve Regina soll aus Bernhards Feder stammen.
Nicht zuletzt wird Bernhards Verständnis der Ästhetik gerühmt. Er setzte sich für Stilreinheit in der Musik und Architektur ein, wodurch die abendländische Baugeschichte wesentlich beeinflusst wurde. Da alle Kirchenbauten der Zisterzienser dieselben Dimensionen aufweisen sollten, sprach man nach Bernhards Architekturreform von einem Bernhardinischen Plan. Die Schlichtheit der Zisterzienserbauten wird als Baustein des gesamten Reformprogramms gesehen; die Kirchen der ersten Jahrhunderte sind vor allem wegen der Lichtdramatik berühmt. Diese Schlichtheit zielte auf eine verstärkte spirituelle Konzentration ab, die nicht durch äußeren Schmuck abgelenkt werden sollte. Dieses Konzept zeigt sich auch in anderen Bereichen, beispielsweise der Buchausstattung der Zisterzienser.
Im Auftrag des Generalkapitels wurde Bernhard die Übersicht über die so genannte „zweite“ zisterziensische Reform des gregorianischen Chorals gegeben. Die erste Reform hatte der hl. Stephan Harding durchgeführt. Von 1148 bis 1153 erstellten nun Bernhard und seine Mitarbeiter neue Versionen des liturgischen Gesanges nach Kriterien der Ursprünglichkeit und Schönheit. Diese Choralreform beeinflusste wiederum den jungen Dominikanerorden.
Bernhards Werke waren sehr weit verbreitet – rund 1500 mittelalterliche Handschriften blieben bis heute erhalten – und wurden zu allen Zeiten übersetzt und eifrig gelesen. Eine seiner berühmtesten Schriften ist der Brief an seinen ehemaligen Schüler, der unter dem Namen Eugen III. zum Papst avancierte. Bernhard war dem Papst gegenüber väterlich, aber auch kritisch. Er ermahnt ihn, sich nicht an die Schmeichelei und den materiellen Wohlstand des Papsthofes anzupassen. Der als De consideratione weiten Kreisen bekannte Brief wird noch heute häufig nachgedruckt und zitiert.

## Werke

Bernardi Opera, 1719

### Gesamtausgaben
- Opera omnia. 6 Bücher in 2 Bänden. Herausgegeben und kommentiert von Jean Mabillon. Paris 1690.
- Sämtliche Werke. 10 Bände. Hrsg. v. Gerhard B. Winkler. Tyrolia, Innsbruck 1990, ISBN 978-3-7022-2457-8.

### Einzelne Schriften
- Speculum de honestate vitae.
  - Martin Flach, Basel um 1473 (Digitalisat).
  - Speculum und beigefügte Werke: Octo puncta perfectionis assequendae. Ulrich Zell, Köln um 1473 (Digitalisat).
- De consideratione ad Eugenium Papam
  - Was ein Papst erwägen muss. Übersetzung von Hans Urs von Balthasar, Johannes Verlag 1985.
  - On consideration. Englische Übersetzung von George Lewis. Clarendon Press, Oxford 1908.
- Rückkehr zu Gott. Die mystischen Schriften. Hrsg. von Bernardin Schellenberger. Düsseldorf 2006.
- Predigten
  - Sermones de tempore et de sanctis et de diversis. Nikolaus Keßler, Basel 1495 (Digitalisat).
  - Sermones sancti Bernardi abba-//tis clareuallis super Ca[n]tica ca[n]tico[rum]. Flach, Straßburg 1497 (Digitalisat der Universitäts- und Landesbibliothek Düsseldorf).
  - Sermones de tempore et de sanctis et de diversis. Peter Drach, Speyer nach 1481 (Digitalisat).
  - Homiliae super evangelio Missus est angelus Gabriel. Drucker von Pseudo-Augustinus, De fide (= Johann Solidi?; GW 2953), Köln um 1473 (urn:nbn:de:hbz:061:1-96292).
  - MS-B-208 – Sermones (mndl.). Niederrhein 1478 (Digitalisat).
- Liber meditationum. 1492 (Digitalisat).
- Meditationes de interiori homine. Johann Amerbach, Basel 1492 (Digitalisat).
- Opuscula. Köln um 1478 (Digitalisat).
- Kommentar zum Canticum canticorum. De libero arbitrio. Passio Margaretae der Staatsbibliothek Bamberg (Digitalisat einer Handschrift)
- MS-C-16 – Gesta trium regum. Bernardus Claraevallensis. Jacobus de Marchia. Vita prima sancti Bernardi abbatis et alia (Sammelhandschrift). Kentrop, Zisterzienserinnenabtei, um 1467 (Digitalisat).
- De planctu B. Mariae Virginis. Ulrich Zell, Köln um 1470 (Digitalisat).

### Sekundärliteratur
- Günther Binding: Bernhard von Clairvaux. In: Lexikon des Mittelalters (LexMA). Band 1. Artemis & Winkler, München/Zürich 1980, ISBN 3-7608-8901-8, Sp. 1992–1997.
- Adriaan H. Bredero: Bernhard von Clairvaux. Zwischen Kult und Historie; über seine Vita und ihre historische Auswertung. Aus dem Niederländischen von Ad Pistorius. Mit einem Geleitwort von Ulrich Köpf. Stuttgart 1996, ISBN 3-515-06898-8.
- Hildegard Brem: Bernhard und die Kreuzzüge. Eine Hintergrundinformation. In: Cistercienser-Chronik 130 (2023), ISSN 0379-8291, S. 552–561.
- Peter Dinzelbacher: Bernhard von Clairvaux; Leben und Werk des berühmten Zisterziensers. Primus, Darmstadt 2012, ISBN 978-3-86312-310-9.
- Gillian R. Evans: Bernard of Clairvaux. Oxford University Press, Oxford 2000, ISBN 0-19-512525-8.
- Marie Gildas: Eintrag in der Catholic Encyclopedia, Robert Appleton Company, New York 1913.
- Wilhelm Hiss: Die Anthropologie Bernhards von Clairvaux (= Quellen und Studien zur Geschichte der Philosophie. Band 7). De Gruyter, Berlin 1964.
- Tiburtius Hümpfner: Ikonographie des hl. Bernhard von Clairvaux. Filser, Augsburg 1927.
- Ulrich Köpf: Bernhard von Clairvaux. In: Hans Dieter Betz (Hrsg.): Religion in Geschichte und Gegenwart. Band 1, Mohr Siebeck, Tübingen 2007, ISBN 978-3-16-146949-7, Sp. 1328–1331.
- Jean Leclercq: Bernhard von Clairvaux. In: Theologische Realenzyklopädie. Band 5, Berlin 1980, S. 644–651.
- Jean Leclercq: Bernhard von Clairvaux. Mystiker und Mann der Tat. Neue Stadt, München 2009, ISBN 978-3-87996-782-7.
- Pius Maurer: Bernhard von Clairvaux in der Biographia Cisterciensis. 19. Dezember 2017.
- Pius XII.: Enzyklika Doctor Mellifluus in englischer Übersetzung. 1953.
- Hartmut Sommer: Bräutigam der Seele. Die Lebensstationen des Bernhard von Clairvaux in Burgund. In: Die großen Mystiker. Wissenschaftliche Buchgesellschaft, Darmstadt 2008, ISBN 978-3-534-20098-6.
- Bernhard Vošicky: Bernhard über Bernhard. Geistliche Lehren des heiligen Bernhard von Clairvaux. Be&Be, Heiligenkreuz im Wienerwald 2008, ISBN 978-3-9519898-4-6.
- Gerhard Wehr: Bernhard von Clairvaux. Marix, Wiesbaden 2012, ISBN 978-3-86539-287-9.
- Gerhard B. Winkler: Zur „Ritterlichen Spiritualität“ des Hl. Bernhard von Clairvaux. In: Cistercienser Chronik 129 (2022), S. 424–433.

### Hörbücher
- Hartmut Sommer: Bernhard von Clairvaux – Lebensorte eines großen Mystikers. Auditorium Maximum, Darmstadt 2009, ISBN 978-3-534-60073-1.

### Belletristik
- Karl Anton Vogt: Ein Mönch lenkt das Abendland (Bernhard von Clairvaux). Saar-Verlag, Saarbrücken 1949 (366 Seiten/Bildanhang).